# Gwangtan-myeon
Gwangtan-myeon (koreanska: 광탄면) är en socken i kommunen Paju i provinsen Gyeonggi i den nordvästra delen av Sydkorea, 26 km norr om huvudstaden Seoul.